# Hydraulické štěpení

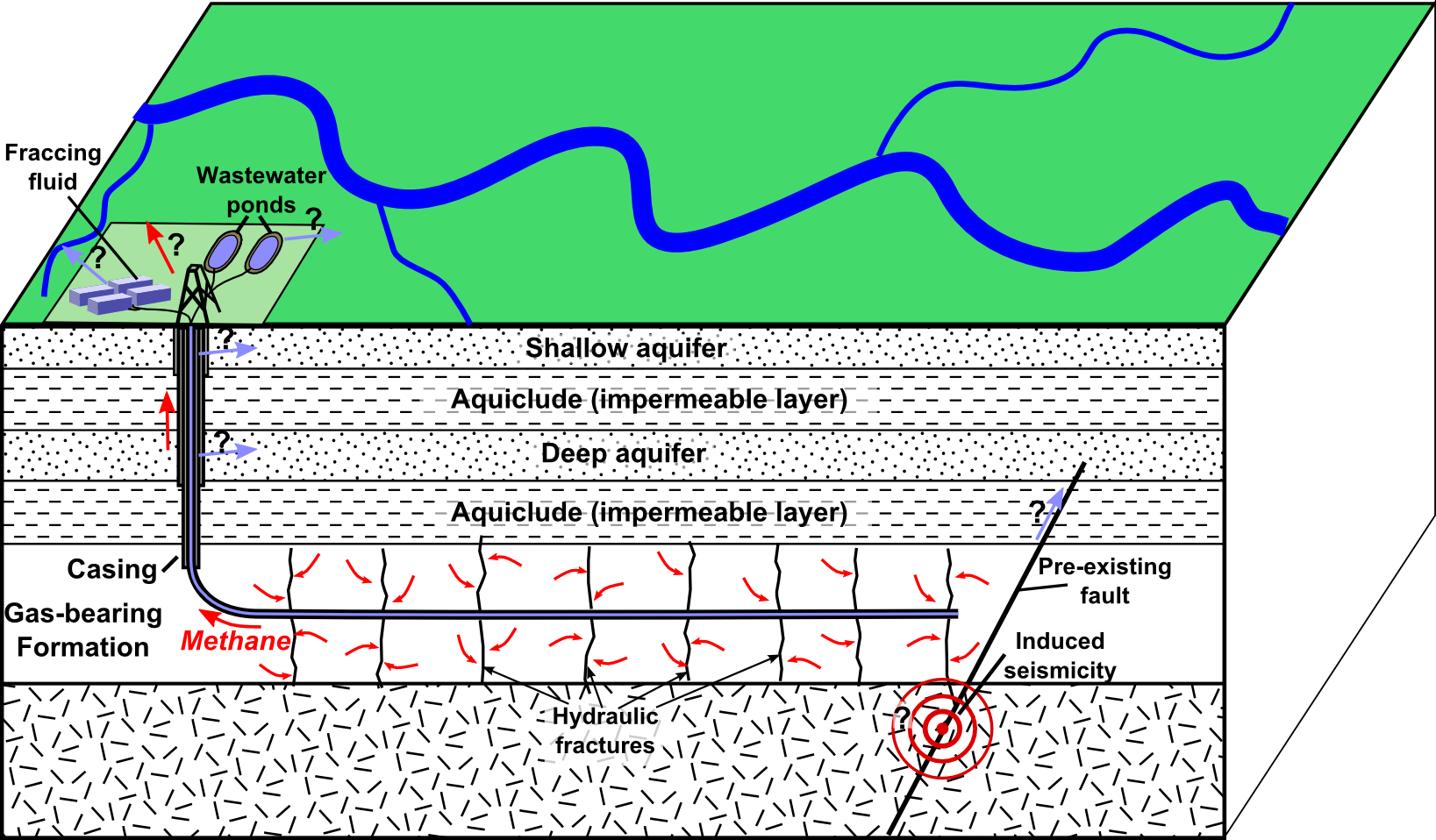
Schéma frakování

Hydraulické štěpení (též frakování z anglického hydraulic fracturing, zkráceně fracking) je metoda vytváření puklin ve vrstvě slabě zpevněných sedimentárních hornin pomocí stlačené tekuté směsi (fracking fluid) vody s pískem a některých pomocných chemikálií. Písek o určité zrnitosti má za úkol udržet pukliny otevřené. Chemikálie se používají proto, aby usnadnily migraci tekutin (v podstatě mají velice podobnou funkci jako saponáty ve vodě na nádobí). Vytvořené pukliny mají umožnit uvolnění a migraci tekutin v hornině obsažených (v první řadě zemního plynu, popř. ropy nebo jejich nekonvenčních podob, např. břidlicový plyn) do větších ložisek, ze kterých již může být ekonomicky lukrativní je dobývat.
Metoda byla poprvé použita v roce 1947 (Floyd Farris, J.B. Clark z Stanolind Oil and Gas Corporation), pro komerční těžbu byla ale využita o půl století později v Barnett Shale v Texasu, USA.
Hydraulické štěpení má jak svoje proponenty, kteří argumentují tím, že metoda umožní „slít“ větší množství ropy a zemního plynu z míst, ze kterých by se jinak těžba nevyplatila, tak odpůrce, kteří upozorňují na ekologické škody a nebezpečí způsobené chemikáliemi, které se spolu s vodou do vrstev skály čerpají. Používají se například ethylenglykol, methanol či chlorovodík v koncentracích 0,5 až 4 %. Po fragmentaci je zhruba polovina vyčerpána zpět na povrch.
Po zmapování oblasti vhodné pro hydraulické štěpení se postaví samotný vrt a infrastruktura kolem něho. Vrty mohou dosáhnout až 3 km pod zemský povrch. Množství směsi z vody a chemikálií se pohybuje cca 100 m³ na jeden hektar ložiska.
Evropa má větší zásoby plynu dostupného frakováním než mají USA, ale ke způsobu těžby je zde přítomný větší odpor.  Havárie elektrárny Fukušima I způsobila ve Francii závislé na jaderné energii obavy z frakování. Téhož roku 2011 tak frakování zakázala Francie jako první na světě. Roku 2016 pak po letech diskusí i vláda Německa. Frakování ale může být i významným zdrojem lithia.
V roce 2019 Spojené státy vytěžily díky metodě frakování rekordní množství ropy.

## Problémy hydraulického štěpení
V USA se podle odhadu americké environmentální agentury EPA k frakování ročně spotřebuje mezi 70 a 140 miliard galonů vody (tj. 265 až 530 mld. litrů, což odpovídá roční spotřebě 5 milionů Američanů). Voda je ve většině případů hromadně odčerpávána ze svých přirozených zdrojů povrchové vody, což přirozeně znamená její následný nedostatek v dané lokalitě se všemi negativními následky pro životní prostředí. V mnoha případech se voda převáží cisternami, které jsou využívány i pro transport nebezpečných tekutých chemikálií. Jedno frakovací ložisko spotřebuje průměrně 5 milionů galonů (19 milionů litrů) vody. V případě dodávky vody na místo prostřednictvím cisteren je potřeba 700 výjezdů, resp. 1100 včetně ostatních chemikálií.
Těžbu písku používaného pro frakování doprovází uvolňování oxidu křemičitého do ovzduší, jenž je karcinogenem (skupiny 1 IARC, stejně jako tabákový kouř) způsobující rakovinu plic. Dalším známým karcinogenem, uvolňovaným při frakování, je benzen. Při frakování se používá velké množství různých chemikálií (zpráva úřadu EPA jich eviduje 692), z nichž některé jsou karcinogenní a jiné mají negativní vliv na porodnost – podle studie mapující oblasti Pensylvánie až o 25 %.
V reakci na injektaci vody do daného místa se zpětně uvolňují některé zdraví a životnímu prostředí nebezpečné chemikálie: část vody, nyní kontaminované těžebními chemikáliemi, která zasáhne okolní půdu; v ovzduší pak benzen, jenž má negativní účinky na krev a kostní dřeň – anémie, leukémie, rakovina hemopoézních orgánů (brzlíku, sleziny, kostní dřeně).
Mezi další negativní dopady hydraulického štěpení patří:
- zhoršená dostupnost vody
- možné úniky tekutých chemikálií na povrch
- negativa související s těžbou písku (včetně výskytu rakoviny)
- degradace podzemní vody vzhledem k chemikálií pouštěným pod povrch
- degradace povrchové vody
- zemětřesení

V souvislosti s pracemi vyžadovanými pro frakování:
- znečištění vzduchu
- zvýšený hluk
- narušení přírody pro floru i faunu

### Zemětřesení
Za posledních několik let byla vypracována řada vědeckých studií (mj. např.) potvrzujících souvislost mezi činnostmi souvisejících s frakováním a výskyty zemětřesení v dané oblasti, přičemž zemětřesení může být spuštěno i injektací odpadní vody s pískem a těžebními chemikáliemi. Takto vyvolaná zemětřesení bývají stupně 3 až 5 Richterovy škály. Například severní oblast amerického státu
Oklahoma a hranice jižního Kansasu, ve které za posledních 10 let došlo ke zvýšení frakování, za stejnou dobu zažila strmý vzestup zemětřesení v dané oblasti, a to s magnitudou 5 (a maximem 6,5) stupňů Richterovy stupnice. Americký úřad US Geological Survey, který se k souvislosti frakování a zemětřesení zpočátku stavil rezervovaně, později souvislost zemětřesení a injektování odpadní vody potvrdil a pro Oklahomsko-kansaskou oblast vydal pro roky 2013 a 2014 varování výskytů zemětřesení až o stupních 5,5. Podle studie USGS z roku 2016 má Oklahoma riziko zemětřesení největší v zemi, srovnatelné s rizikovou oblastí Kalifornie.
Studie z Kalifornského Berkeley potvrdila vzestup psychologických problémů žijících v oblastech, kde dochází k frakování, jako je úzkost, deprese apod.